# José Procópio Mendes
José Procópio Mendes, conegut com a Zezé Procópio, (12 d'agost de 1913 - 8 de febrer de 1980) fou un futbolista brasiler.

## Selecció del Brasil
Va formar part de l'equip brasiler a la Copa del Món de 1938.